# Tibetský španěl
Tibetský španěl (anglicky Tibetan Spaniel) je tibetské psí plemeno známé již z 8. století n. l. Je to oblíbené společenské plemeno chované i v Česku. Je uznáno Mezinárodní kynologickou federací (FCI) ve skupině společenská plemena.

## Historie

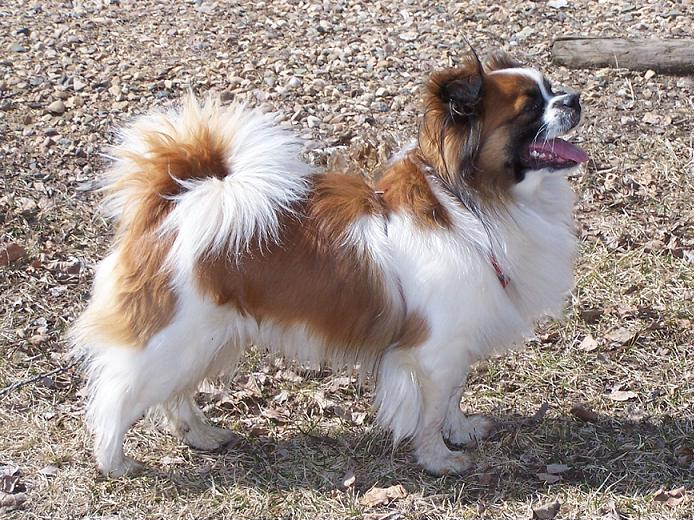

První zmínky o existenci tibetského španěla pocházejí z tibetských klášterů z 8. století, kde měl neobvyklý úkol — kutálet posvátné mlýnky s modlitbami . Tyto mlýnky měly vyvolávat duchy, když se s nimi točilo. Byl chován pouze v klášterech, tím pádem si udržel „čistou krev“ po celá staletí. Jeho předkové nejsou dodnes známi, dle nepotvrzených domněnek ale měli být jejich předchůdci pekinští palácoví psíci . Jméno tibetský španěl ale získal až v Evropě v polovině 20. století, do té doby jim tibeťané říkali Jemtse apso, což znamená také ostříhaný apso.

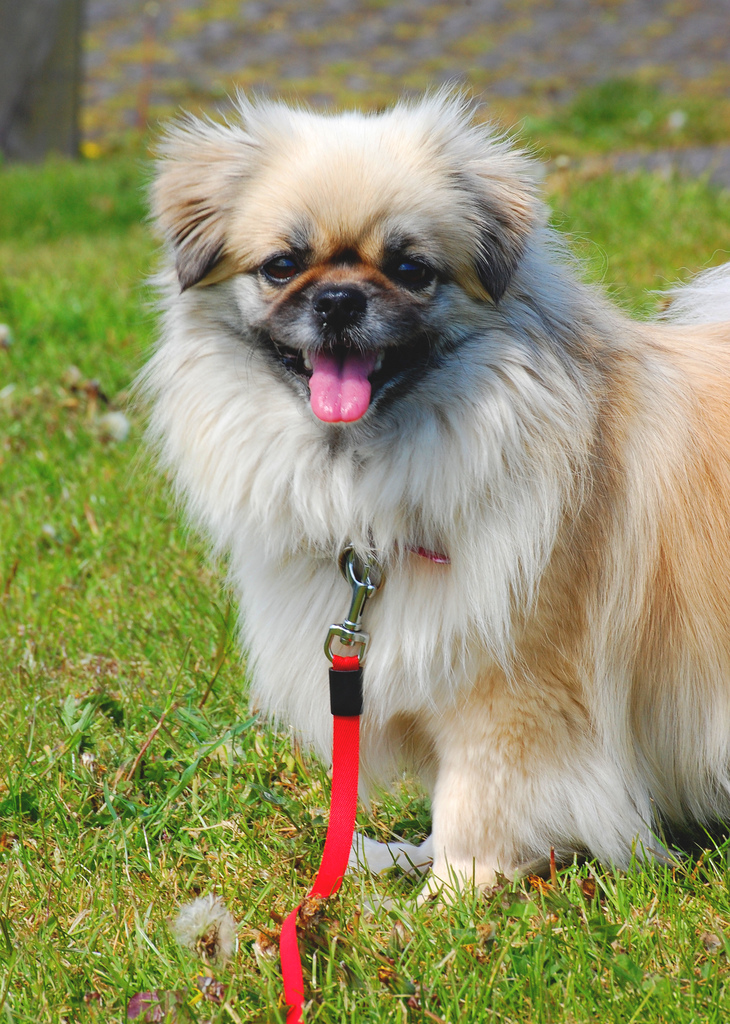

Úplně prvního tibetského španěla, který byl importován, přivezl do Anglie neznámý námořník v roce 1895. Byl to pes a jmenoval se Ching . První standard plemene byl vytvořen v roce 1934 v Anglii, který je platný, přestože Tibet vytvořil vlastní standard.
Současně uznává plemeno tibetský španěl AKC, FCI i UKC. Oficiální používaná zkratka plemene je TS a v Česku plemeno zastřešuje Klub chovatelů tibetských španělů.

## Vzhled
Tibetský španěl je malý, aktivní a ostražitý pes dobře vyvážených proporcí. Délka trupu mírně přesahuje kohoutkovou výšku. Stavbou těla se podobá pekingskému palácovému psíkovi. Srst, která pokrývá celé tělo, je hedvábné struktury, krátká v obličejové partii, na zbytku těla poměrně dlouhá. Má podsadu, která je jemná a hustá. Na krku srst tvoří mírný límec a na ocase zřetelný prapor. Zbarvení jsou povolena všechna, nejčastější je ale jednolitá krémová (viz obrázek vpravo nahoře). Ideální výška je 24 cm v kohoutku ± 2 cm. Hmotnost je 4,1 až 6,8 kg.
Hlava je vůči tělu malá, lebka středně široká, stop vyznačený. Uši jsou středně velké, visící, nasazené poměrně vysoko. Oči s tmavě hnědými duhovkami jsou oválného tvaru a s bystrým výrazem. Nosní houba je většinou černá, u některých zbarvení ale může být i masová. Zuby mají mírný předkus. Krk je krátký, silný a široký. Srst na něm vytváří límec. Hřbet je rovný, spíše úzký, ale srst vytváří iluzi hodně širokého a silného hřbetu. Ocas vysoko nasazený, bohatě osrstěný. Pes jej nosí stočený nad hřbetem. Nohy jsou krátké a krátká je na nich i srst. Tlapky jsou kulaté, drápky většinou černé.

## Povaha
Tibetský španěl je aktivní, hbitý a mrštný psík, citlivý, kompaktní a inteligentní a je dobře cvičetelný, ale někdy dokáže být paličatý, k životu je potřeba důsledná výchova jako u každého psa, ale stačí mu základní povely, které si zapamatuje a naučí. Pokud majitelé chtějí dělat agility nebo tanec se psem je velmi na to vhodný. Energický pes, který se doma chová klidně, ale na procházce je veselý a plný energie. Na svém majiteli většinou není závislý, naopak, umí být velmi samostatný. Ke svému majiteli je loajální a oddaný. Děti má rád, ale některé jejich hry mu mohou být nepříjemné, proto je dobré, nejdříve děti seznámit, jak se ke psu chovat.Je také troufalý a velmi ostražitý. Je vhodnější je chovat v rodinném domě se zahradou, protože tibetští španělé dokáží být hodně uštěkaní. Jiná zvířata jim nevadí, pokud mají správnou socializaci. Jsou to dobří hlídači oznamování nebezpečí, ale rozhodně svou velikostí nezastaví narušitele.

## Zdraví
Tibetský španěl je zdravé plemeno, které není příliš zasaženo mnoha nemocemi, které se mohou vyskytnout zvláště u malých plemen. Z problémů s pohybovým aparátem se může objevit luxace pately. Vyšetření na ni není při uchovnění povinné, je tedy pouze na uvážení každého chovatele, zda jej dobrovolně podstoupí. Preventivně můžete podávat kloubní výživu jako doplněk stravy.
Co se ovšem při uchovnění vyšetřuje jsou dědičné vady sítnice, tedy progresivní retinální atrofie (PRA). Jedná se o degenerativní onemocnění tyčinek, což postupně vede k celkové slepotě psa. Uchovněni mohou být pouze jedinci, kteří jsou negativní, u štěňat z čistého chovného páru se pak nemoc neobjeví.